# Fissurina nitidescens
Fissurina nitidescens är en lavart som först beskrevs av och som fick sitt nu gällande namn av William Nylander. 
Fissurina nitidescens ingår i släktet Fissurina och familjen Graphidaceae. Inga underarter finns listade i Catalogue of Life.